# Tony Trabert
Marion Anthony Trabert, dit Tony Trabert, né le 16 août 1930 à Cincinnati et mort le 3 février 2021 à Ponte Vedra Beach en Floride, est un joueur de tennis américain, dont la carrière s'étend de la fin des années 1940 au début des années 1960.
Il a remporté 56 titres en simple, incluant cinq titres du Grand Chelem : deux à l'US Open en 1953 et 1955, deux à Roland-Garros en 1954 et 1955 et un à Wimbledon en 1955 ; et deux titres du Grand Chelem professionnel. En double messieurs, il s'adjugera cinq titres majeurs, associé le plus souvent à Vic Seixas. Il a aussi remporté la Coupe Davis en 1954.
Serveur-volleyeur athlétique au puissant revers, Trabert sera désigné numéro un mondial au terme des saisons 1953 et 1955. Il est membre de l'International Tennis Hall of Fame depuis 1970.

## Biographie
Tony Trabert attire en 1950 l'attention du champion Bill Talbert, originaire de la même ville que lui, qui le prend sous son aile et l'accompagne en tournée en Europe où il se fait connaître lorsqu'il s'adjuge avec ce dernier le double messieurs à Roland-Garros. L'année suivante, il devient champion NCAA avec l'université de Cincinnati en battant Earl Cochell. Il met ensuite sa carrière entre parenthèses pendant deux ans en raison de son engagement dans la Navy.
Il reprend le cours de sa carrière avec succès, enchaînant les victoires, jusqu'à son premier titre dans un tournoi majeur lors des championnats américains où il domine nettement tous ses adversaires avant de s'imposer contre Vic Seixas. Sa saison 1954 est notamment marquée par sa victoire à Roland-Garros où il bat en finale son compatriote Art Larsen. Il est aussi demi-finaliste à Wimbledon, battu en cinq sets par Ken Rosewall et remporte les championnats panaméricains à Mexico.
Il est l'un des deux joueurs américains avec Art Larsen à être parvenus à remporter les championnats des États-Unis sur quatre surfaces différentes (terre battue en 1951 et 1955, gazon en 1953 et 1955, dur en 1953 et indoor en 1955).
En 1955, il devient le premier joueur à réaliser le Petit Chelem depuis Fred Perry en 1934, s'imposant consécutivement aux Internationaux de France, à Wimbledon, ainsi qu'au Championnat des États-Unis. Quelques mois plus tôt, il avait atteint les demi-finales de l'Open d'Australie, réalisant ainsi une saison exceptionnelle. Lauréat de 30 titres, il en remporte 18 en simple (dont neuf contre Vic Seixas) sur les 23 tournois qu'il dispute cette saison et porte son bilan à 106 victoires pour seulement sept défaites. Il réalise durant l'été une série de 36 matchs remportés consécutivement. Il fut longtemps le seul américain à s'être imposé à Roland-Garros, avant que Michael Chang ne soulève la Coupe des Mousquetaires en 1989. Ses succès en Angleterre et aux États-Unis sont d'autant plus remarquables qu'il ne perd aucun set au cours de ces tournois. À Wimbledon, il bat l'étonnant Kurt Nielsen en finale qui avait fait la surprise d'éliminer Rosewall en demi-finale. Dans le tournoi newyorkais, il accède facilement aux demi-finales puis bat successivement les Australiens Hoad et Rosewall pour s'offrir un cinquième tournoi majeur.
Avec l'équipe des États-Unis, il remporte la Coupe Davis en 1954. Après trois finales perdues contre l'Australie, il prend sa revanche en compagnie de son fidèle partenaire Vic Seixas en dominant Lew Hoad puis la paire Hoad-Rosewall. Bien qu'il fasse figure de grand favori, il ne parvient pas à défendre le trophée l'année suivante, cédant en simple comme en double. En 1953, Trabert était passé proche de donner la victoire à son pays qui menait 2-1 après le double mais dû s'incliner contre Hoad 7-5 dans la manche décisive.
En 1955, il signe un contrat professionnel afin d'affronter en tournée le champion Pancho Gonzalez. Il est dominé 74 victoires à 27 lors de la saison 1956. Moins prolifique sur ce circuit où il est régulièrement battu par Sedgman, Hoad et Gonzalez, il se retire progressivement du circuit et devient en 1962 entraîneur des espoirs auprès de la Fédération française de tennis. Il succède la même année à Jack Kramer à la tête de l'association des joueurs de tennis professionnels. Il met définitevement fin à sa carrière en 1963.
En 1975, il remplace Dennis Ralston en tant que capitaine de l'équipe de Coupe Davis. Il mène l'équipe composée de John McEnroe, Vitas Gerulaitis, Bob Lutz et Stan Smith à la victoire en 1978 et 1979. Arthur Ashe lui succède en 1981.
Auteur, entraîneur de tennis, Trabert a également été commentateur pour la chaîne CBS entre 1971 et 2003, et président de l'International Tennis Hall of Fame de 2001 à 2011.
Tony Trabert meurt à Ponte Vedra Beach en Floride le 3 février 2021 à l'âge de 90 ans,. Marié à Vicki, il a un fils, Mike et une fille, Brooke.

## Parcours dans les tournois duGrand Chelem

### En simple
| Année | Open d'Australie | Open d'Australie | Internationaux de France | Internationaux de France | Wimbledon      | Wimbledon    | US Open         | US Open        |
| ----- | ---------------- | ---------------- | ------------------------ | ------------------------ | -------------- | ------------ | --------------- | -------------- |
| 1948  | —                | —                | —                        | —                        | —              | —            | 3e tour (1/16)  | Earl Cochell   |
| 1949  | —                | —                | —                        | —                        | —              | —            | 2e tour (1/32)  | Gardnar Mulloy |
| 1950  | —                | —                | 1/8 de finale            | Jaroslav Drobný          | 2e tour (1/32) | Tony Mottram | 1er tour (1/64) | John Bromwich  |
| 1951  | —                | —                | —                        | —                        | —              | —            | 1/4 de finale   | Frank Sedgman  |
| 1952  | —                | —                | 1/8 de finale            | Felicisimo Ampon         | —              | —            | —               | —              |
| 1953  | —                | —                | —                        | —                        | —              | —            | Victoire        | Vic Seixas     |
| 1954  | 2e tour (1/32)   | John Bromwich    | Victoire                 | Art Larsen               | 1/2 finale     | Ken Rosewall | 1/4 de finale   | Rex Hartwig    |
| 1955  | 1/2 finale       | Ken Rosewall     | Victoire                 | Sven Davidson            | Victoire       | Kurt Nielsen | Victoire        | Ken Rosewall   |

N.B. : à droite du résultat se trouve le nom de l'ultime adversaire.

### En double
À partir de 1968.
| Année | Open d'Australie | Open d'Australie | Internationaux de France | Internationaux de France | Wimbledon | Wimbledon | US Open                   | US Open                   |
| ----- | ---------------- | ---------------- | ------------------------ | ------------------------ | --------- | --------- | ------------------------- | ------------------------- |
| 1968  | —                | —                | —                        | —                        | —         | —         | 2e tour (1/16) V. Seixas  | Tom Okker M. Riessen      |
| 1970  | —                | —                | —                        | —                        | —         | —         | 1/8 de finale D. Savitt   | C. Pasarell E. van Dillen |
| 1972  | —                | —                | —                        | —                        | —         | —         | 1er tour (1/32) V. Seixas | S. Giammalva Dick Savitt  |

N.B. : le nom du ou de la partenaire se trouve sous le résultat ; le nom des ultimes adversaires se trouve à droite.